# Танаевский, Валентин Алексеевич
Валенти́н Алексе́евич Тана́евский (18 августа 1886, Сырьяны, Вятская губерния — 19 января 1969, Пермь) — русский экономико-географ, заслуженный деятель науки Таджикской ССР, доктор географических наук, профессор. Основатель кафедр экономической географии в Кировском педагогическом институте им. В. И. Ленина (ныне — Вятский государственный университет), в Сталинабадском педагогическом институте (ныне Таджикский государственный педагогический университет им. С. Айни) и в Пермском университете (1955–1961).

## Биография
Родился в селе Сырьяны Слободского уезда Вятской губернии (ныне — Белохолуницкий район Кировской области). Отец Алексей Гаврилович Танаевский был священником в сельской церкви, мать — Антонина Гавриловна вела хозяйство. В семье было три сына и одна дочь. Отец был начитанным и образованным человеком, закончил Казанскую духовную семинарию и в своем доме имел обширную библиотеку. Дети Танаевского закончили высшие учебные заведения. Сергей Алексеевич работал в Наркомате финансов СССР. Людмила Алексеевна работала учительницей начальных классов в Кирове, имела звание Заслуженного учителя РСФСР.
Окончив гимназию, В. А. Танаевский поступил на юридический факультет Казанского университета, завершив обучение в 1910 г. с дипломом 1-й степени по экономическому циклу. Дипломная работа «Кустарные промыслы северо-востока Европейской России» определила его дальнейшие научные интересы. После практической работы в народном хозяйстве поступил в аспирантуру при Киевском университете, где его научным руководителем был один из самых известных украинских географов профессор К. Г. Воблый.
С 1920 по 1937 г. Танаевский работал в Вятском (Кировском) педагогическом институте, где последовательно занимал должности преподавателя, доцента (1926 г.), профессора (1930 г.), заведующего кафедрой географии и одновременно декана географического факультета. К кировскому периоду относится и начало его научной деятельности. Написал работы по экономическому районированию, транспорту, экономике и микрогеографии Вятской губернии. В 1927 г. вышел первый большой труд «Обзор развития экономико-географической мысли». В течение двух последующих лет Танаевский закончил работу над двумя монографиями — «Ландшафты США и их экономика» (Вятка, 1928) и «Вятско-Ветлужский край» (Вятка, 1929). В начале 1930-х гг., по просьбе Н. Н. Баранского, он принимал участие в издании Большой и Малой советских энциклопедий, энциклопедического словаря «Гранат» и экономико-географических карт Чувашской АССР и Кировской области. В Вятском НИИ краеведения возглавлял сектор местной экономики, редактировал журнал «Вятско-Ветлужский край». В 1932—1937 — участник работы Кировской областной плановой комиссии.
В 1938—1949 работал в педагогическом институте Сталинабада. Возглавляя организованную им кафедру экономической географии, занимался подготовкой национальных научных географических кадров. В эти же годы по поручению Госплана СССР провёл крупное исследование «Экономические районы Таджикистана» (1942). За успешное выполнение этой работы в годы Второй Мировой войны и плодотворную научную и педагогическую деятельность Верховным Советом Таджикской ССР в 1946 г. был удостоен почётного звания заслуженного деятеля науки Таджикской ССР.
В 1949—1955 заведовал кафедрой экономической географии Уральского государственного университета в г. Свердловске, где продолжил свою учебную и научную работу.
С 1955 года работал в Пермском университете, где создал кафедру экономической географии, которой заведовал до 1961 г. В 1961—1969 занимал должность профессора кафедры.

## Научная работа
В пермский период работы Танаевский подготовил 9 кандидатов наук и опубликовал 10 научных работ, важнейшими из которых являются: «Экономическое районирование СССР» (1958) и «Экономические типы низовых административных районов» (1957). В них впервые в советской экономической географии был поставлен вопрос о типологии низовых административных районов.
Занимался изучением производительных сил и населения Прикамья и Западного Урала, в том числе участвовал в написании и издании монографии «Пермская область. Природа. История. Экономика. Культура» (1959).
Всего Танаевским опубликовано более 70 работ и подготовлено около 50 кандидатов наук, которые работали и работают в различных научно-образовательных и проектных учреждениях России и стран Ближнего Зарубежья. Научная деятельность была направлена на исследование истории и методологии экономической географии, теории и практики экономического районирования, экономико-географических проблем развития регионов. За длительную и плодотворную научную работу Географическое общество СССР избрало его в мае 1964 г. своим почётным членом. Кроме того, профессор В. А. Танаевский был награждён медалями и грамотами Минвуза СССР.

В. А. Танаевский — один из выдающихся создателей советской экономической географии, видный представитель старшего поколения учёных экономико-географов, тех, что находились у колыбели этой научной дисциплины, закладывали её методологические основы, прокладывали новые неизведанные пути в науки.— М. Н. Степанов, 1966
На географическом факультете Пермского университета читал обширный круг учебных дисциплин.